# Natació sincronitzada al Campionat del Món de natació de 1975
La competició de natació sincronitzada al Campionat del Món de natació de 1975 es realitzà al complex esportiu de les Piscines Hernando Botero O'Byrne de Cali (Colòmbia).

## Resum de medalles
| Event  | Or | Or      | Plata | Plata   | Bronze                                                                                                | Bronze  |
| Solo   | Gail Buzonas (USA) | 133.083 | Sylvie Fortier (CAN) | 130.866 | Yasuko Unezaki (JPN)                                                                                  | 126.616 |
| Duet   | Estats Units Robin Curren · Amanda Norrish                                                                                           | 129.433 | Canadà Carol Stewart · Laura Wilkin | 127.733 | Japó Masako Fujiwara · Yasuko Fujiwara                                                                | 126.099 |
| Equips | Estats UnitsMichele Barone · Susan Barros · Gail Buzonas · Robin Curren · Mary Longo · Amanda Norrish · Linda Shelley · Pamela Tryon | 128.812 | CanadàKiki Anderson · Robin Anderson · Linda Bedard · Jocelyn Boucher · Sylvie Fortier · Danielle Lauzon · Mariejo Poulin · Judith Verret | 125.129 | JapóMasae Fujiwara · Masako Fujiwara · Yasuko Fujiwara · Yuki Ishii · Junko Sugawara · Yasuko Unezaki | 123.691 |

## Medaller
| Posició | País         | Or | Plata | Bronze | Total |
| 1       | Estats Units | 3  | 0     | 0      | 3     |
| 2       | Canadà       | 0  | 3     | 0      | 3     |
| 3       | Japó         | 0  | 0     | 3      | 3     |
| Total   | Total        | 3  | 3     | 3      | 9     |